# 富士フイルム大判用レンズの一覧
富士フイルム大判用レンズの一覧は富士フイルムが大判カメラ用に製造したレンズの一覧。
シュナイダー・クロイツナッハと並んで高い評価を受けている。全製品が2014年4月までに出荷を終了した。

## フジノンシリーズ
- フジノン300mmF4.5

## フジノンSWDシリーズ
SWDはSuper Wide Deluxeの略でF5.6、包括角度105°の大口径超広角レンズ。
- フジノンSWD65mmF5.6 - 6群8枚。アタッチメントはφ67mmねじ込み。イメージサークルφ169mm（F22）。シャッターコパルNo.0。
- フジノンSWD75mmF5.6 - 6群8枚。アタッチメントはφ67mmねじ込み。イメージサークルφ196mm（F22）。シャッターコパルNo.0。
- フジノンSWD90mmF5.6 - 6群8枚。アタッチメントはφ82mmねじ込み。イメージサークルφ236mm（F22）。シャッターコパルNo.0。

## フジノンSWシリーズ
SWはSuper Wideの略で包括角度約100°の広角レンズ。
- フジノンSW90mmF8 - 6群6枚。アタッチメントはφ67mmねじ込み。イメージサークルφ216mm（F22）。シャッターコパルNo.0。
- フジノンSW105mmF8 - 6群6枚。アタッチメントはφ77mmねじ込み。イメージサークルφ250mm（F22）。シャッターコパルNo.0。
- フジノンSW125mmF8 - 6群6枚。アタッチメントはφ82mmねじ込み。イメージサークルφ280mm（F22）。シャッターコパルNo.0。

## CMフジノンWシリーズ
広角から標準用のレンズ。フジノンWの後継。フィルターワークを容易にするために105mm～250mmまではアタッチメントサイズが統一されていた。
- CMフジノン105mmF5.6 - 5群6枚。アタッチメントはφ67mmねじ込み。イメージサークルφ174mm（F22）。シャッターコパルNo.0。
- CMフジノン125mmF5.6 - 5群6枚。アタッチメントはφ67mmねじ込み。イメージサークルφ204mm（F22）。シャッターコパルNo.0。
- CMフジノン135mmF5.6 - 6群6枚。アタッチメントはφ67mmねじ込み。イメージサークルφ214mm（F22）。シャッターコパルNo.0。
- CMフジノン150mmF5.6 - 6群6枚。アタッチメントはφ67mmねじ込み。イメージサークルφ223mm（F22）。シャッターコパルNo.0。
- CMフジノン180mmF5.6 - 5群6枚。アタッチメントはφ67mmねじ込み。イメージサークルφ260mm（F22）。シャッターコパルNo.1。
- CMフジノン210mmF5.6 - 5群6枚。アタッチメントはφ67mmねじ込み。イメージサークルφ309mm（F22）。シャッターコパルNo.1。
- CMフジノン250mmF6.3 - 6群6枚。アタッチメントはφ67mmねじ込み。イメージサークルφ320mm（F22）。シャッターコパルNo.1。
- CMフジノン300mmF5.6 - 5群6枚。アタッチメントはφ77mmねじ込み。イメージサークルφ412mm（F22）。シャッターコパルNo.3。
- CMフジノン360mmF6.5 - 6群6枚。アタッチメントはφ86mmねじ込み。イメージサークルφ485mm（F22）。シャッターコパルNo.3。
- CMフジノン450mmF8 - 6群6枚。アタッチメントはφ86mmねじ込み。イメージサークルφ520mm（F22）。シャッターコパルNo.3。

## フジノンWシリーズ
広角から標準用のレンズ。
レンズ側面に焦点距離やシリアルナンバー等が表記される。
EBCマルチコーティング。
- フジノンW105mmF5.6 - 6群6枚。アタッチメントはφ46mmねじ込み。イメージサークルφ162mm（F22）。シャッターコパルNo.0またはシャッターなしでも販売された。
- フジノンW125mmF5.6 - 6群6枚。アタッチメントはφ55mmねじ込み。イメージサークルφ198mm（F22）。シャッターコパルNo.0またはシャッターなしでも販売された。
- フジノンW135mmF5.6 - 6群6枚。アタッチメントはφ52mmねじ込み。イメージサークルφ206mm（F22）。シャッターコパルNo.0またはシャッターなしでも販売された。
- フジノンW150mmF5.6 - 6群6枚。アタッチメントはφ55mmねじ込み。イメージサークルφ224mm（F22）。シャッターコパルNo.0またはシャッターなしでも販売された。
- フジノンW180mmF5.6 - 6群6枚。アタッチメントはφ62mmねじ込み。イメージサークルφ280mm（F22）。シャッターコパルNo.1またはシャッターなしでも販売された。
- フジノンW210mmF5.6 - 5群6枚。アタッチメントはφ67mmねじ込み。イメージサークルφ300mm（F22）。シャッターコパルNo.1またはシャッターなしでも販売された。
- フジノンW250mmF6.3 - 4群6枚。アタッチメントはφ67mmねじ込み。イメージサークルφ312mm（F22）。シャッターコパルNo.1またはシャッターなしでも販売された。
- フジノンW300mmF5.6 - 4群6枚。アタッチメントはφ77mmねじ込み。イメージサークルφ420mm（F22）。シャッターコパルNo.3。
- フジノンW360mmF6.3 - 4群6枚。アタッチメントはφ86mmねじ込み。イメージサークルφ485mm（F22）。シャッターコパルNo.3。

## 旧フジノンW、W・Sシリーズ
広角から標準用のレンズ。
レンズ前面に焦点距離やシリアルナンバー等が表記される。
W・Sシリーズはセイコーシャッターに装着されたモデルだが後にWシリーズに統合される。
シングルコーティング。
包括角度が80°と新型Wシリーズの76°より広い。
150mmF6.3はテッサータイプ
- フジノンW125mmF5.6 - 4群6枚。アタッチメントはφ46mmねじ込み。イメージサークルφ210mm（F22）。シャッターセイコーNo.0
- フジノンW135mmF5.6 - 4群6枚。アタッチメントはφ46mmねじ込み。イメージサークルφ228mm（F22）。シャッターセイコーNo.0
- フジノンW150mmF5.6 - 4群6枚。アタッチメントはφ46mmねじ込み。イメージサークルφ245mm（F22）。シャッターセイコーNo.0
- フジノンW180mmF5.6 - 4群6枚。アタッチメントはφ58mmねじ込み。イメージサークルφ305mm（F22）。シャッターセイコーもしくはコパルNo.1
- フジノンW210mmF5.6 - 4群6枚。アタッチメントはφ58mmねじ込み。イメージサークルφ352mm（F22）。シャッターセイコーもしくはコパルNo.1
- フジノンW250mmF6.7 - 4群6枚。アタッチメントはφ67mmねじ込み。イメージサークルφ398mm（F22）。シャッターセイコーもしくはコパルNo.1
- フジノンW300mmF5.6 - 4群6枚。アタッチメントはφ77mmねじ込み。イメージサークルφ420mm（F22）。シャッターコパルNo.3。
- フジノンW360mmF6.3 - 4群6枚。アタッチメントはφ86mmねじ込み。イメージサークルφ485mm（F22）。シャッターコパルNo.3。

- フジノンW・S150mmF6.3 - 3群4枚。アタッチメントはφ40.5mmねじ込み。イメージサークルφ198mm（F22）包括角度67°。シャッターセイコーNo.0（フジナーWから後にフジノンW・Sに名称変更）

## フジノンAシリーズ
Apochromatの略で色収差をアポクロマート補正した近接用レンズ。
- フジノンA180mmF9 - 4群6枚。アタッチメントはφ46mmねじ込み。イメージサークルφ252mm（F22）。シャッターコパルNo.0。
- フジノンA240mmF9 - 4群6枚。アタッチメントはφ52mmねじ込み。イメージサークルφ336mm（F22）。シャッターコパルNo.0。
- フジノンA300mmF9 - 4群6枚。アタッチメントはφ55mmねじ込み。イメージサークルφ420mm（F22）。シャッターコパルNo.1。
- フジノンA360mmF10 - 4群6枚。アタッチメントはφ58mmねじ込み。イメージサークルφ504mm（F22）。シャッターコパルNo.1。

## フジノンCシリーズ
Compactの略で変形テッサータイプの小型軽量廉価レンズ。
- フジノンC300mmF8.5 - 4群4枚。アタッチメントはφ49mmねじ込み。イメージサークルφ380mm（F22）。シャッターコパルNo.1。
- フジノンC300mmF8.5 - 4群4枚。アタッチメントがφ52mmねじ込みに変更された。イメージサークルφ380mm（F22）。シャッターコパルNo.1。
- フジノンC450mmF12.5 - 4群4枚。アタッチメントはφ49mmねじ込み。イメージサークルφ486mm（F22）。シャッターコパルNo.1。
- フジノンC450mmF12.5 - 4群4枚。アタッチメントがφ52mmねじ込みに変更された。イメージサークルφ486mm（F22）。シャッターコパルNo.1。
- フジノンC600mmF11.5 - 4群4枚。アタッチメントはφ67mmねじ込み。イメージサークルφ620mm（F22）。シャッターコパルNo.3。

## フジノンLシリーズ
3群4枚テッサータイプの軽量シリーズ。
- フジノンL210mmF5.6 - 3群4枚。アタッチメントはφ49mmねじ込み。イメージサークルφ240mm（F22）。シャッターコパルNo.1。
- フジノンL300mmF5.6 - 3群4枚。アタッチメントはφ67mmねじ込み。イメージサークルφ343mm（F22）。シャッターコパルNo.3。
- フジノンL420mmF8 - 3群4枚。アタッチメントはφ67mmねじ込み。イメージサークルφ480mm（F22）。シャッターコパルNo.3。

## フジノンTシリーズ
TはTele Typeの略。
- フジノンT300mmF8 - 5群5枚。アタッチメントはφ67mmねじ込み。イメージサークルφ213mm（F22）。シャッターコパルNo.0。
- フジノンT400mmF12.5 - 5群5枚。アタッチメントはφ67mmねじ込み。イメージサークルφ220mm（F22）。シャッターコパルNo.1。
- フジノンT600mmF12 - 5群5枚。アタッチメントはφ67mmねじ込み。イメージサークルφ260mm（F22）。シャッターコパルNo.1。

## フジノンSFシリーズ
SFはSoft Focusの略。
- フジノンSF180mmF5.6 - 3群3枚。アタッチメントはφ46mmねじ込み。イメージサークルφ200mm（F22）。シャッターコパルNo.1。
- フジノンSF250mmF5.6 - 3群3枚。アタッチメントはφ67mmねじ込み。イメージサークルφ300mm（F22）。シャッターコパルNo.3。
- フジノンSF420mmF5.6 - 3群3枚。アタッチメントはφ82mmねじ込み。イメージサークルφ500mm（F22）。バレルレンズ 取付径φ90mm p=1mm

## レクター/フジナーシリーズ
レクター（Rectar）はテッサー型のレンズで、後にフジナー（Fujinar ）銘に変更された。レンズシャッターは内蔵されずいわゆるソロントンシャッターを使用することが多いが、シャネル5B等レンズシャッターに組み込まれたものもある。
- レクター25cmF4.5
- フジナー21cmF4.5
- フジナー25cmF4.5
- フジナーSC25cmF4.7
- フジナー30cm F4.5 - 取付径φ90mmピッチ1mm。アタッチメントはφ82mmねじ込み。